# Panapakkam
Panapakkam (o Panapakkam-Arkonam) è una suddivisione dell'India, classificata come town panchayat, di 10.142 abitanti, situata nel distretto di Vellore, nello stato federato del Tamil Nadu. In base al numero di abitanti la città rientra nella classe IV (da 10.000 a 19.999 persone).

## Geografia fisica
La città è situata a 12° 55' 0 N e 79° 34' 60 E e ha un'altitudine di 109 m s.l.m..

## Società

### Evoluzione demografica
Al censimento del 2001 la popolazione di Panapakkam assommava a 10.142 persone, delle quali 4.992 maschi e 5.150 femmine. I bambini di età inferiore o uguale ai sei anni assommavano a 1.209, dei quali 612 maschi e 597 femmine. Infine, coloro che erano in grado di saper almeno leggere e scrivere erano 6.666, dei quali 3.743 maschi e 2.923 femmine.